# Cissi Klein
Pour les articles homonymes, voir Klein.
Cissi Pera Klein, née le 19 avril 1929 à Narvik et morte en déportation le 3 mars 1943 à Auschwitz, est une victime norvégienne de la Shoah, considérée comme un symbole de la persécution des Juifs en Norvège.

## Biographie
Née à Narvik, elle passe son enfance à Trondheim entourée de ses parents et de son frère, Abraham. Ses parents sont des émigrés juifs russes arrivés vers 1905 en Norvège et possèdent une entreprise à Trondheim. En 1942, la famille vit au Museumsplass 3.
La Norvège est envahie par les Allemands en 1940 et les lois racistes anti-juives sont mises en place. À partir de 1942, les biens des Juifs sont confisqués et les hommes de plus de 16 ans arrêtés.
Élève dans une école du quartier de Kalvskinnet (en) à Trondheim, c'est là qu'elle est arrêtée par la police le 25 novembre 1942 et enfermée dans un appartement avec d'autres femmes et enfants juifs. Son père et son frère avaient été arrêtés près de deux mois auparavant, le 7 octobre, et internés au Camp de concentration de Falstad. Peu après, les 70 Juifs de Trondheim sont envoyés vers Oslo, Cissi Klein étant la plus jeune. Là, ils sont enfermés dans la prison de Bredtveit. Quelques semaines plus tard, 158 personnes sont déportées vers Stettin en Pologne puis de là, vers Berlin. De là, Cissi Klein, son père et son frère sont déportés vers Auschwitz où ils arrivent le 3 mars 1943 et sont gazés à la descente du train. Sa mère survit à la guerre, cachée en Suède.
Sur les 773 Juifs norvégiens déportés pendant la Seconde Guerre mondiale, seulement 25 ont survécu.

## Hommages
Le 6 octobre 1997, une statue de Cissi Klein, créée par Tone Ek et Tore Bjørn Skjølsvik est dévoilée près de l'ancien domicile familial dans le centre de Trondheim. Chaque 17 mai, date de la fête nationale, les élèves de son ancienne école organisent une cérémonie commémorative devant la statue.
Depuis 1995, une rue de la ville porte son nom et une plaque commémorative est apposée sur son ancienne maison.
Le compositeur Ståle Kleiberg (en) a composé un morceau en son honneur.